# Albert Lewis
Albert Ray Lewis (Mansfield, 6 ottobre 1960) è un ex giocatore di football americano statunitense che ha militato nel ruolo di cornerback nella National Football League (NFL).

## Carriera
Lewis fu scelto nel corso del terzo giro (61º assoluto) dai Kansas City Chiefs nel Draft NFL 1983. Ebbe una carriera produttiva in cui in 16 stagioni fece registrare 42 intercetti, 12,5 sack, 13 fumble forzati e altrettanti recuperati e 2 touchdown. Oltre ad essere una colonna della difesa, Lewis bloccò 11 calci durante le sue stagioni con i Chiefs.
Lewis fu nominato miglior giocatore dei Chiefs nella stagione 1986 dopo che fece registrare 69 tackle, 4 intercetti, 2 fumble recuperati, un sack e un punt bloccato. Durante i suoi anni a Kansas City, i Chiefs raggiunsero i playoff cinque volte. Questo incluse la qualificazione alla finale della AFC del 1993. Lewis concluse con 38 intercetti in 11 stagioni con i Chiefs, il quinto massimo della storia della franchigia. 20 vennero nelle prime quattro stagioni, dopo di che le squadre avversarie passarono meno il pallone sul suo lato del campo. Disputò 150 gare per i Chiefs e fu titolare in 128 di essere. Le ultime cinque stagioni della carriera le trascorse con i Raiders. Mentre era con la squadra divenne il giocatore più anziano a segnare un touchdown difensivo (38 anni, 26 giorni) il 1º novembre 1998, quando ritornò un intercetto per 74 yard in touchdown contro i Seattle Seahawks, l'unico intercetto ritornato in TD della sua carriera. Si ritirò dopo quella stagione.

## Palmarès
- Convocazioni al Pro Bowl: 4

1987-1990
- First-team All-Pro: 2

1989, 1990
- Kansas City Chiefs Hall of Fame